# Torij
Torij je kemični element, radioaktivna kovina srebrno bele barve. Je le šibko radioaktiven, ker ima razpolovni čas 14 milijonov let. V Zemljinem plašču ga je okrog 1,3 milijarde ton, zato je tako pogost kot svinec. Testirajo se že elektrarne na torij.